# فرنسيسكو خيمينيز مارينو
فرنسيسكو خيمينيز مارينو هو سياسي مكسيكي، ولد في 25 سبتمبر 1959 في Tecomatlán ‏ في المكسيك. نشط حزبياً في الحزب الثوري المؤسساتي. وقد انتخب عضو مجلس النواب المكسيك ‏.